# Poznaj mojego tatę
Zawartość tej strony może naruszać prawa autorskie.
Tekst źródłowy prawdopodobnie pochodzi z:
https://kultura.onet.pl/film/wiadomosci/o-filmie-poznaj-mojego-tate/9w9wwlb
1. Nie usuwaj tego szablonu. Zostanie on usunięty, jeżeli prawa autorskie tego artykułu zostaną wyjaśnione.
2. Jeżeli potrafisz, napisz artykuł tak, aby nie naruszał praw autorskich.
3. Jeżeli masz prawa autorskie do tej treści lub masz zgodę na publikację zgodną z naszą licencją, prosimy, napisz o tym na stronie dyskusji tego artykułu i na stronie Wikipedia:Lista NPA oraz zastosuj procedurę zamieszczania haseł wcześniej opublikowanych.
4. Artykuł zostanie usunięty, jeżeli status praw autorskich do zawartych w nim treści nie zostanie wyjaśniony.

Powielanie materiałów chronionych prawami autorskimi – bez zezwolenia właściciela tych praw – jest pogwałceniem obowiązującego prawa, jest też sprzeczne z ustaleniami Wikipedii. Osobom, które regularnie wstawiają takie materiały, może zostać odebrane uprawnienie edytowania Wikipedii.
Poznaj mojego tatę – amerykańska komedia z 2000 roku. Jej kontynuacją są filmy Poznaj moich rodziców z 2004 roku i Poznaj naszą rodzinkę z 2010 roku.

## Obsada
- Robert De Niro – Jack Byrnes
- Ben Stiller – Gaylord „Greg” Focker
- Teri Polo – Pam Byrnes
- Blythe Danner – Dina Byrnes
- Nicole DeHuff – Debbie Byrnes
- Jon Abrahams – Denny Byrnes
- Owen Wilson – Kevin Rawley

## Fabuła
Greg Focker (Ben Stiller) jest zakochany w Pam Byrnes (Teri Polo) i ma zamiar poprosić ją o rękę. Niestety nim pada ważne pytanie, Pam dowiaduje się, że jej młodsza siostra wychodzi za mąż. Podróż do Nowego Jorku na ślub siostry Pam wydaje się być świetną okazją do poproszenia rodziców ukochanej o jej rękę. Niestety los uwziął się na Grega i wszystko co robi ma skutek przeciwny do zamierzonego. Po przyjeździe na miejsce Greg zostaje przywitany przez wydawałoby się idealną rodzinę: kochających małżonków, syna, dwie córki i pupilka rodziny – kota. Okazuje się jednak, że nikt nie jest dość odpowiednim kandydatem na męża dla pierworodnej córki Jacka, emerytowanego ogrodnika i raczej imponującej postaci, który okazuje się być byłym agentem CIA. W dodatku Gregowi wcale nie pomaga fakt, że jest pielęgniarzem, nienawidzi kotów, a jego nazwisko brzmi wulgarnie. Mimo tego, iż Greg stara się za wszelką cenę wywrzeć na rodzicach swojej dziewczyny dobre wrażenie, jego weekend zaczyna się fatalnie – gubi na lotnisku bagaż, a kończy serią katastrofalnych zdarzeń, które zakłócają przygotowania do ślubu, gdzie na domiar złego aktywnie uczestniczy były chłopak Pam, Kevin Rawley (Owen Wilson), który ma nadal uczucia wobec swojej byłej dziewczyny Pam.